# Арресіфе (Іспанія)
Арресіфе (ісп. Arrecife) — місто і муніципалітет в Іспанії, у складі автономної спільноти Канарські острови, у провінції Лас-Пальмас, на острові Лансароте. Населення — 58 156 осіб (2010).
Місто розташоване на відстані близько 1560 км на південний захід від Мадрида, 210 км на північний схід від міста Лас-Пальмас-де-Гран-Канарія.

## Демографія
Динаміка населення (INE ):

## Галерея зображень

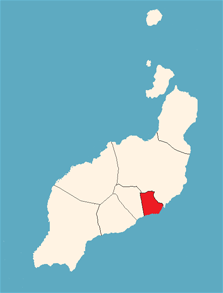
Розташування муніципалітету на острові Лансароте
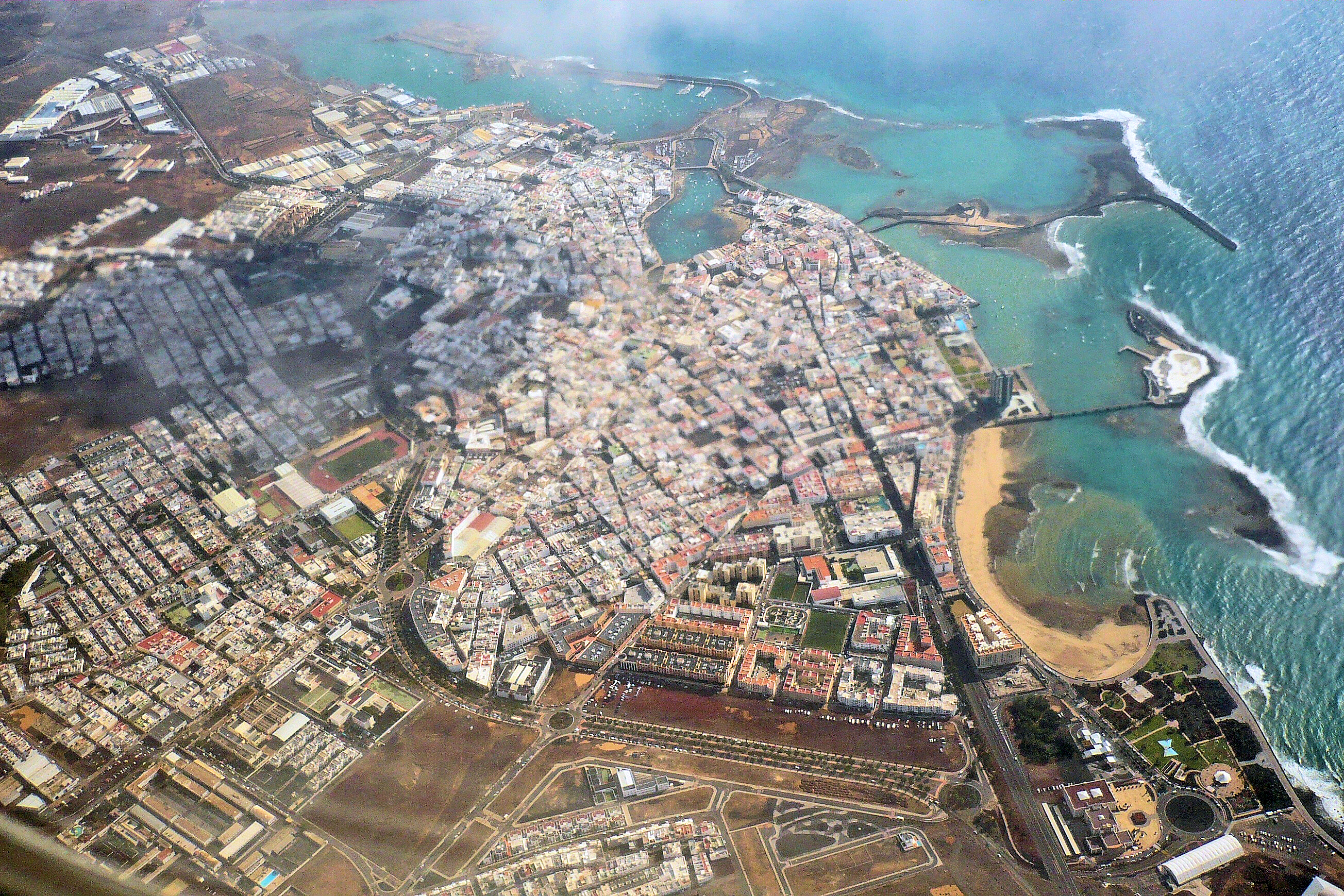
Арресіфе згори
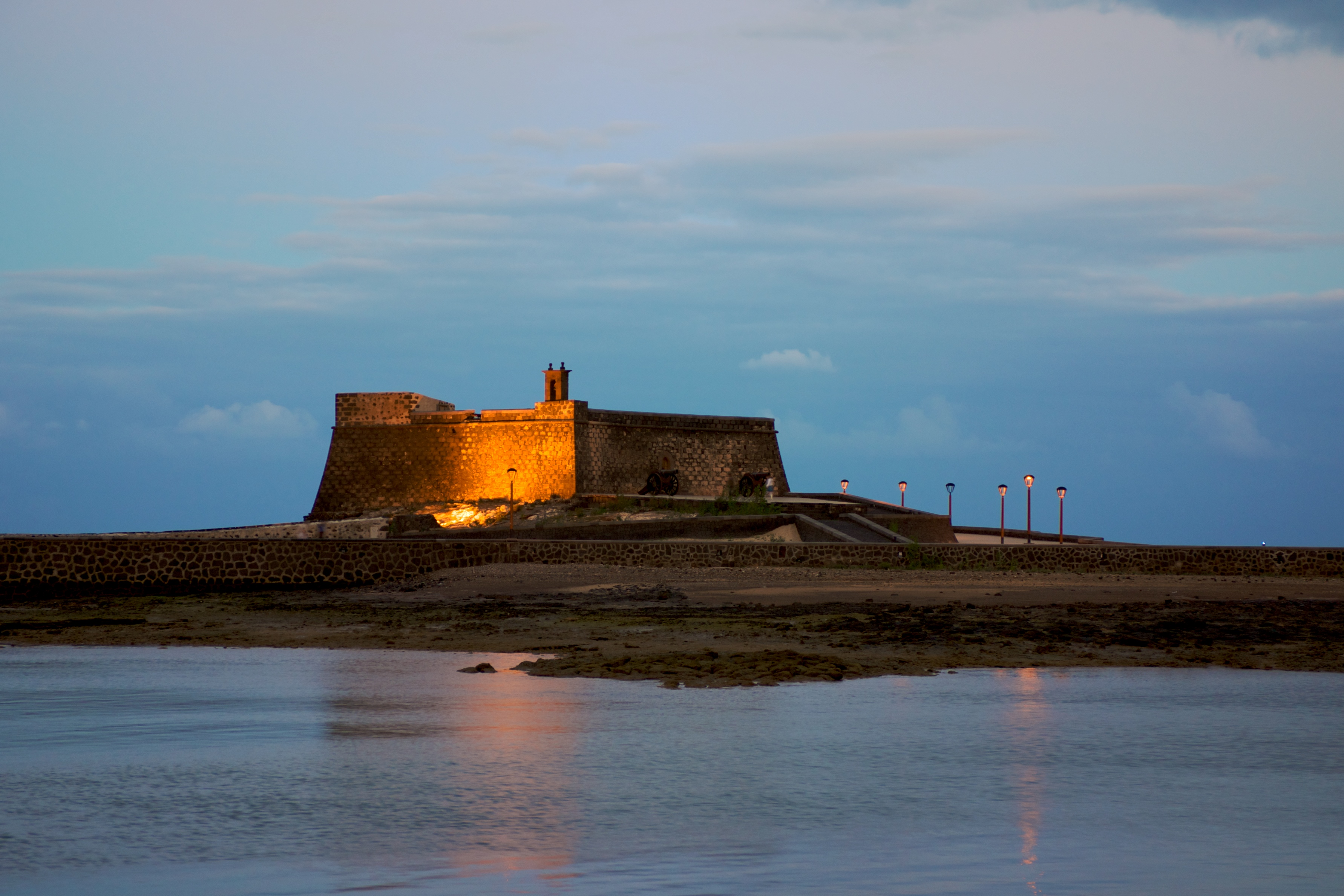
Замок Сан-Габріель
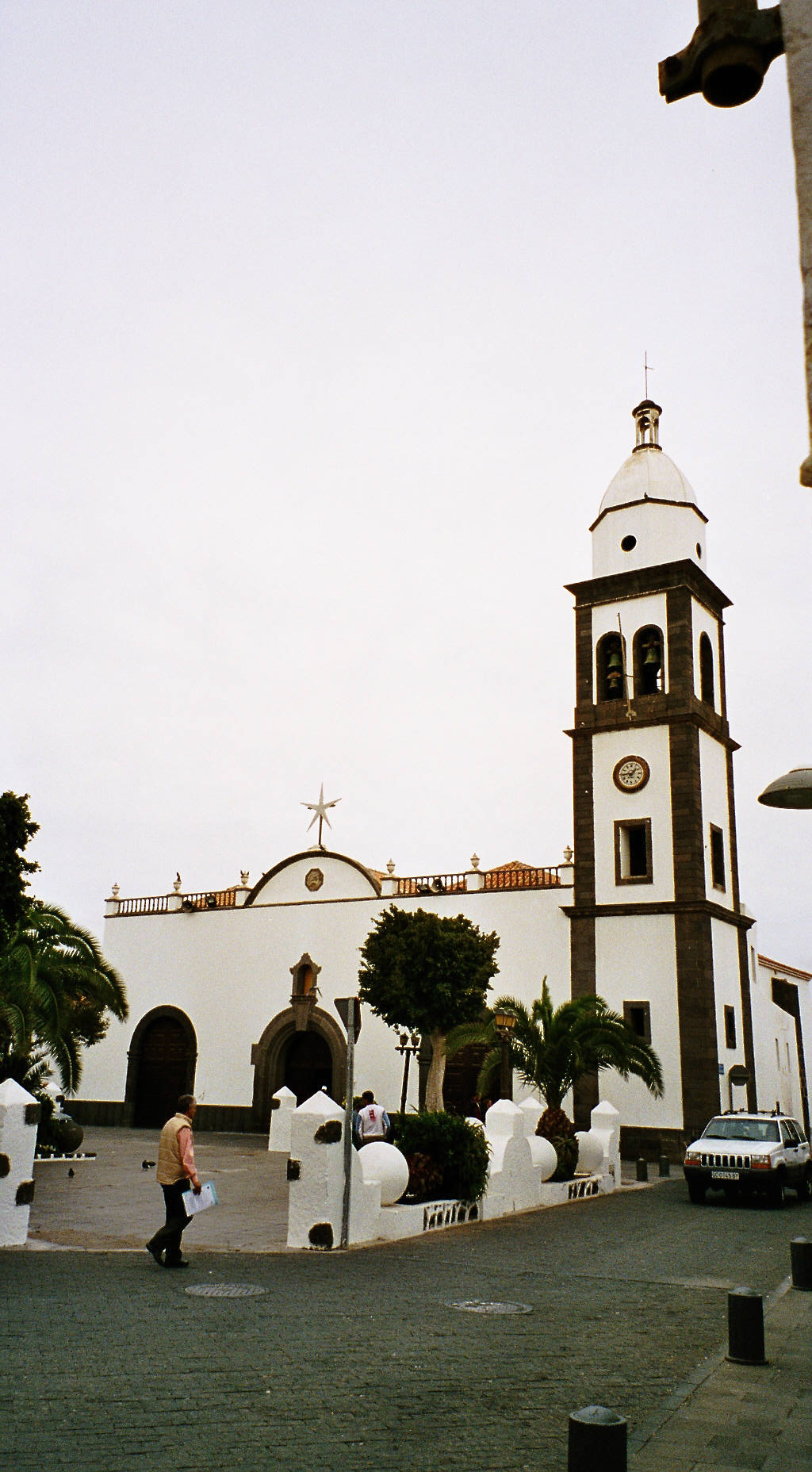
Церква Сан-Хінес-Обіспо, Арресіфе